# Тогоны
Тогоны, тогонцы, туюйхуни, тугухуни (монг. тугухунь, түгүхүнь, кит. 吐谷渾, тиб. 'a-zha) — древнемонгольское племя, основавшее государство Тогон (284—670). Отделились от сяньбийского племени мужун.

## Этноним
Туюйхуни получили своё имя от основателя государства Туюйхуня.
Наименование туюйхунь в литературе употребляется в формах: тугухунь (түгүхүнь), тогон, аши, аша, ажа.

## Происхождение
Тогоны представляли собой одно из монголоязычных племён группы дунху. В составе дунху исследователями были выделены следующие основные племена: ухуань, сяньби, цифу, туфа, шивэй, кумоси, кидань, туюйхунь и жуаньжуань.

## История

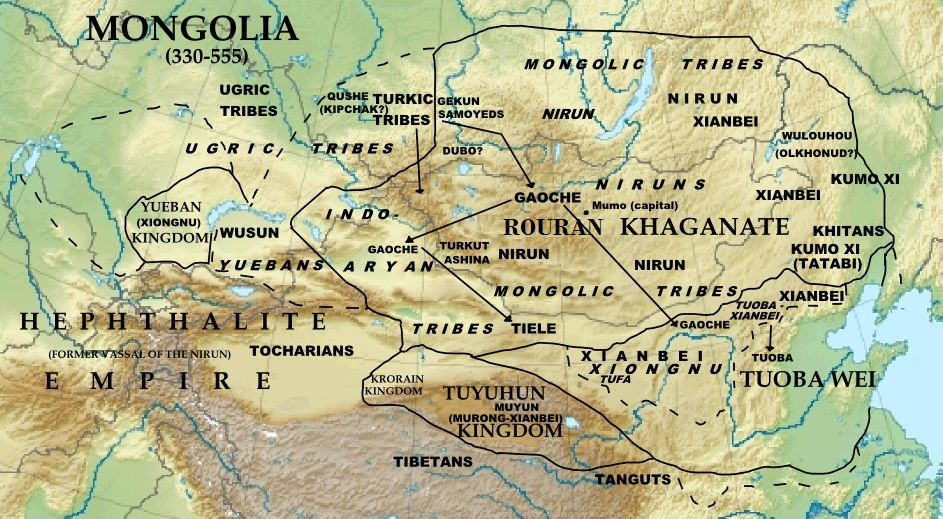
Государство Тогон

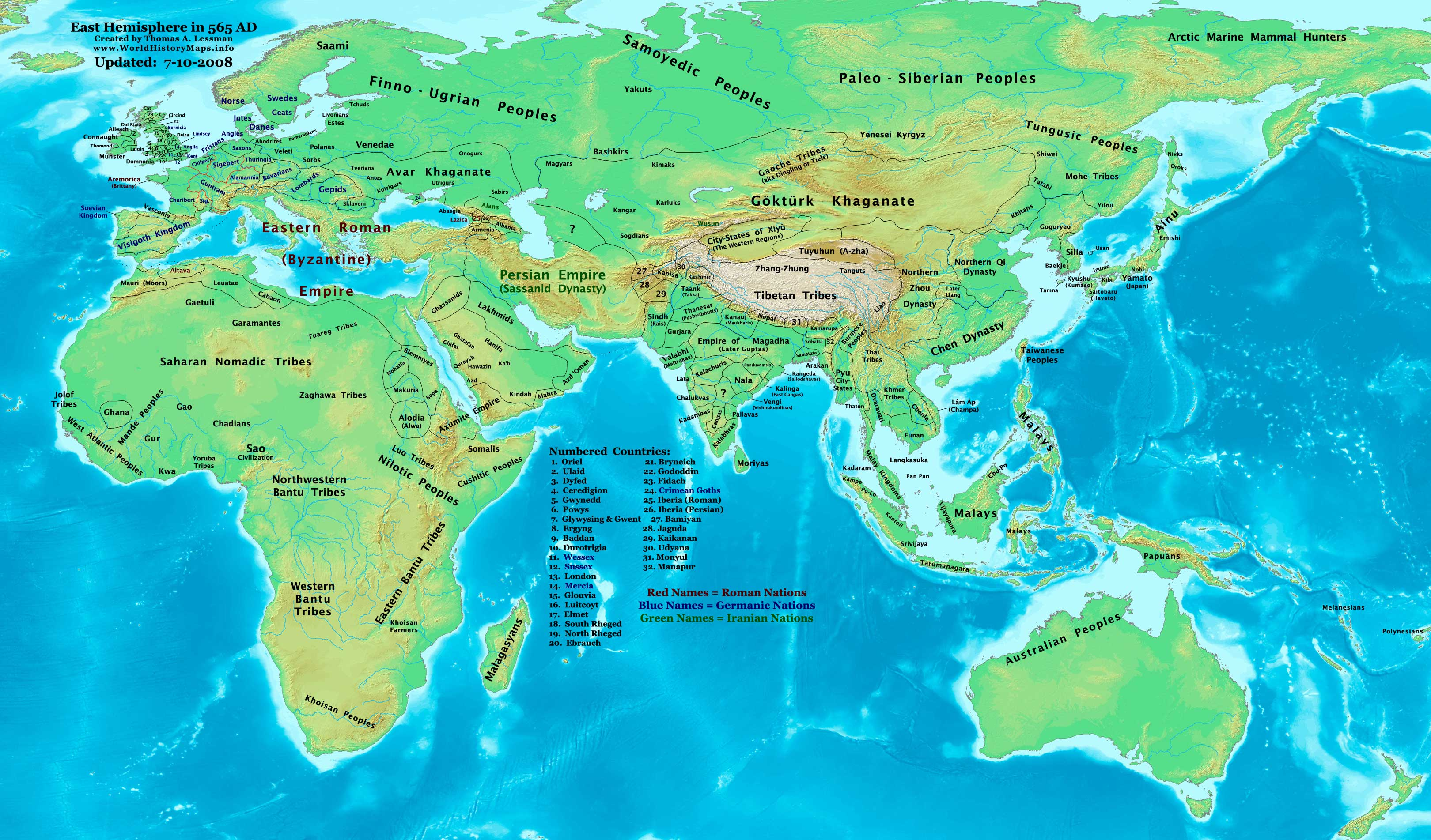
Азия в 565 году

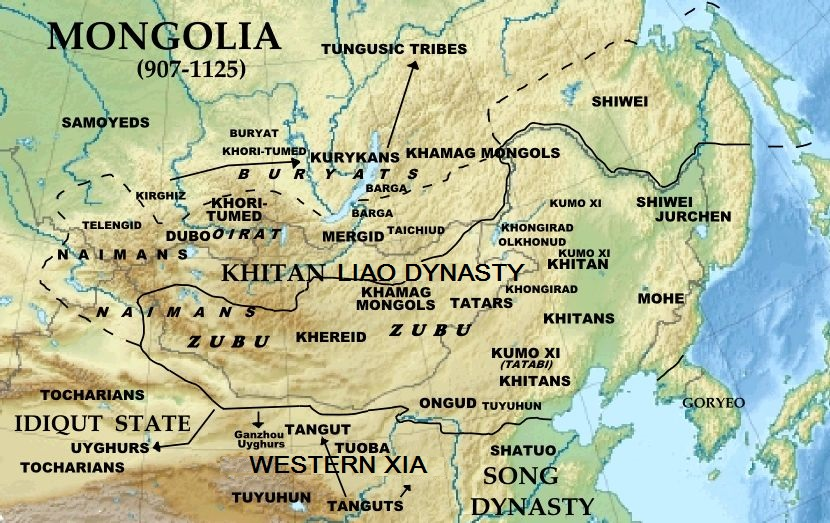
Туюйхуни в период Ляо

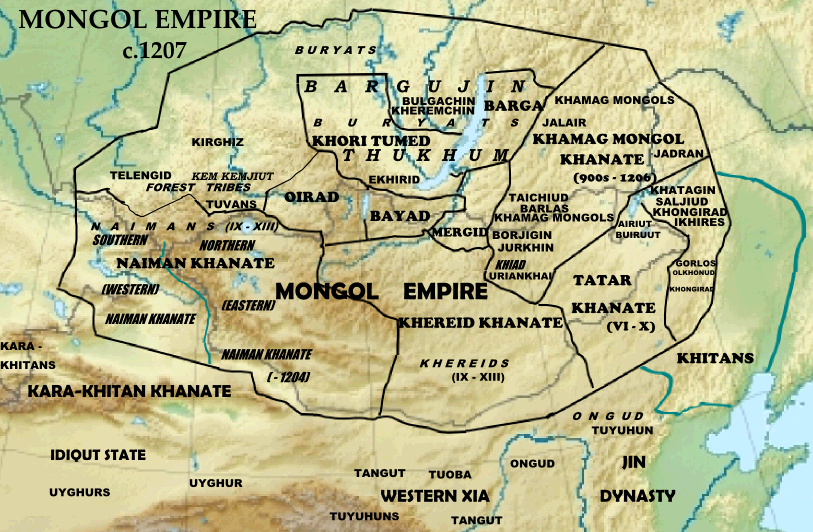
Туюйхуни в начале XIII века

### Основание государства Туюйхунем
Туюйхуни и мужуны происходили от одного родоначальника и представляют две ветви одного рода. По свидетельству источников, у сяньбийского вождя Шэгуя, жившего в округе Ляодун, имелось два сына: старший от наложницы — Туюйхунь и младший от законной жены — Жологуй. После смерти Шэгуя Туюйхунь стал управлять выделенным ему кочевьем численностью 700 аилов, а Жологуй, наследовавший власть, встал во главе кочевья отца.
В дальнейшем Туюйхунь переселился на запад, к оз. Цинхай, в то время как Жологуй положил начало роду Мужун. Жологуй, вспоминая о Туюйхуне, сочинил «Песнь старшего брата» («Аюй гэ»), а р. Тухэ в память о брате переименовал в Алой (Река старшего брата).
В начале своего пути Туюйхунь остановился у гор Иньшань, а потом через чужую территорию пришёл в Шанлун. В дальнейшем Туюйхунь переселился из Шанлуна в Фухань. Его земли доходили до горы Ганьсун, на юге граничили с местностью Анчэн и Лунхэ и тянулись вдоль р. Таошуй на юго-запад до Байланя. На площади в несколько тысяч ли он переходил в поисках воды и травы, жил в палаточном шалаше, употреблял вместо зерна мясо и кислое молоко.

### Правление потомков Туюйхуня
После смерти Туюйхуня у него осталось 60 сыновей. Его наследником стал старший сын Туянь, который превосходил всех смелостью и силой, отличался жестоким характером. После смерти Туяня правителем стал Еянь, один из 12 сыновей, отличавшийся смелостью, решительностью и большой почтительностью к родителям.
После Еяня к власти пришел его сын Суйси. По характеру он отличался простотой и осторожностью. Ещё при жизни он перестал заниматься делами управления, объявил своего сына Шиляня наследником и поручил ему государственные дела.
В дальнейшем правили Шипи (младший брат Шиляня), Ухэти (младший брат Шипи). Ухэти взял в жёны мать Шулоганя, сына Шипи, и она родила двух сыновей — Мугуя и Лияня. После смерти Ухэти к власти пришел Шулогань, присвоивший звание военачальника, командующего колесницами и конницей. Это произошло в начале эры правления И-си (405—418), при династии Цзинь.
После смерти Шулоганя к власти пришел его младший брат Ачай, присвоивший звание военачальника, командующего сильной конницей и должность правителя области Шачжоу. Ачай присоединил земли цянов и ди, площадь которых составляла несколько тысяч квадратных ли, поэтому его кочевье стали называть сильным государством. В дальнейшем Ачай отправил посла для установления отношений с Лю Ифу (императором Сун) и поднёс предметы, производимые в его землях. Лю Ифу пожаловал Ачаю титул Цзяохэ-гуна. В 3-м году эры правления Юань-цзя (426) Лю Илун пожаловал Ачаю новые, более высокие титулы. У Ачая было 20 сыновей, старшим был Вэйдай.
После Ачая к власти пришел Мугуй, сын Шулоганя, старшего брата Ачая. Мугуй получил от Лю Илуна титул Лунси-гуна. В 431 году Мугуй разгромил войска Ся и захватил Сялянь Дина и доставил его в столицу Северной Вэй. Ши-цзу, с похвалой отозвавшись о Мугуе, отправил послов пожаловать ему звание великого военачальника и титул Сицинь-вана.
Во 2-м году эры правления Тай-янь (436) Мугуй умер и к власти пришел его младший брат Мулиянь. Северовэйский император приказал отправить послов поднести Мугую посмертный титул Хуэй-вана. В дальнейшем он пожаловал Мулияню звание великого военачальника — правителя запада (чжэньси да цзянцзюнь), предоставил регалии, положенные трём высшим сановникам государства, изменил его титул на Сипин-вана. Сын Мугуя, Юаньсюй, получил звание военачальника, утешающего войска (фуцзюнь цзянцзюнь). В это время Мулиянь снова установил отношения с Лю Илуном, и последний пожаловал ему титул Хэнань-вана.
После смерти Мулияня к власти пришел сын Шулоганя — Шиинь. Он впервые поселился в Фулочуане, где жил и действовал подобно правителю. Шиинь подносил установленную дань и принял существовавшую при северовэйском дворе систему летосчисления, в то же время он получил от Лю Илуна титул Хэнань-вана.
В 5-м году эры правления Тай-хэ (481) Шиинь умер и к власти пришел его сын Дуихоу. Дуихоу прислал к императорскому двору служителя Шичжэня с данью, состоявшей из предметов, производимых в его землях, и представил челобитную, в которой говорил о наследовании дел, связанных с управлением владением.
После смерти Дуихоу к власти пришел его сын Фуляньчоу. В своем владении Фуляньчоу выполнял обязанности по представлению установленной дани, а за его пределами присоединил к себе племена западных и северных варваров. Живущие за укрепленной линией называли его сильным и богатым. Подражая правившей по воле Неба династии Северная Вэй, он установил должности чиновников и управлял от имени Сына Неба различными владениями, чтобы возвеличить себя.
После смерти Фуляньчоу к власти пришел его сын Куалюй, впервые присвоивший прозвище кэхань (каган). Куалюй обосновался в г. Фусычэн, который находился в 15 ли к западу от оз. Цинхай. Вождь туюйхуней Люйкуа (Куалюй) при династии Чжоу неоднократно совершал грабительские набеги на границы.
В 11-м году эры правления Кай-хуан (591) Люйкуа умер и к власти пришел его сын Фу (Шифу). В 16-м году эры правления Кай-хуан (596) Вэнь-ди, император Суй, дал Фу в жёны принцессу Гуанхуа гунчжу.
После Фу правил его младший брат Фуюнь. После нападения телэ Фуюнь бежал на восток и укрылся в округе Сипин. В дальнейшем Фуюнь потерпел поражение от войск империи Суй. Фуюнь бежал, а его кочевья, насчитывающие свыше 100 тыс. человек, сдались. В конце эры правления Да-е (605—617), когда в Поднебесной разразилась смута, Фуюнь снова вернулся на свои старые земли и неоднократно совершал грабительские набеги на округа и уезды к западу от Хуанхэ.
После смерти Фуюня каганом стал его сын Шунь. Шунь был сыном Фуюня от законной жены. В прошлом он был отдан в прислужники при дворе династии Суй и получил звание дворцового советника с золотой печатью на темно-красном шнуре.
После смерти Шуня власть по наследству перешла к его сыну Нохэбо, имевшему титул Янь-вана. В период его правления туфани (тибетцы) присоединили к себе туюйхуней, а Нохэбо явился во главе нескольких тысяч юрт с изъявлением покорности в империю Тан.
С конца эры правления Юн-цзя (307—313), при династии Цзинь, когда туюйхуни переправились на западе через р. Таошуй и создали государство на землях цянов, до 3-го года эры правления Лун-шо (663), когда они были уничтожены туфанями, прошло 350 лет.

## Религия
Туюйхуни, очевидно, первоначально были шаманистами, но в VI веке в их среде утверждается буддизм, около 514 года в столице Туюйхунь был выстроен девятиярусный буддийский храм.

## Потомки
Потомками туюйхуней являются современные монгоры, проживающие в провинциях Цинхай и Ганьсу, а также шира-югуры (шарайголы), проживающие в Ганьсу.